# レオ・J・デュラッキ
レオ・ジョン・デュラッキ（Leo John Dulacki、1918年12月29日 - 2019年1月4日）は、アメリカ海兵隊の軍人、最終階級は中将。